# Paulo Roberto de Freitas
Paulo Roberto de Freitas, conosciuto meglio come Bebeto de Freitas o semplicemente Bebeto (Rio de Janeiro, 16 gennaio 1950 – Belo Horizonte, 13 marzo 2018), è stato un pallavolista, allenatore di pallavolo e dirigente sportivo brasiliano.
È scomparso nel 2018, all'età di 68 anni, a seguito di un infarto.

## Carriera

### Allenatore
Nel corso della sua carriera ha ricoperto diversi ruoli. Ha allenato la nazionale maschile brasiliana ai Giochi olimpici di Los Angeles 1984 e Seul 1988, chiusi rispettivamente al secondo e al quarto posto. Dal 1990 al 1995 ha guidato il Parma, in Italia, dando vita a un vittorioso ciclo fatto di due scudetti, una Coppa Italia e due Coppe CEV.
Ha poi preso in mano la nazionale maschile italiana nel biennio 1996-1998, raccogliendo il testimone da Julio Velasco: agli ordini di Bebeto, gli azzurri conquistarono la medaglia d'oro alla World League del 1997, il bronzo agli europei del 1997 e soprattutto l'oro ai mondiali del 1998, quest'ultimo il terzo consecutivo per la cosiddetta generazione di fenomeni; chiuse invece al quarto posto la World League del 1998, mancando il podio per la prima volta nella storia della competizione.

### Dirigente
Ha ricoperto la carica di presidente delle polisportive dell'Atlético Mineiro dal 1999 al 2001, e del Botafogo dal 2003 al 2009.

## Palmarès

### Giocatore

#### Club
- Campionato Carioca: 11

Botafogo: 1965, 1966, 1967, 1968, 1969, 1970, 1971, 1972, 1973, 1974, 1975
- International Volleyball Association: 1

Santa Barbara Spikers: 1978

### Allenatore

#### Club
- Campionato brasiliano: 2

Atlântica Boavista: 1981
Telesp Clube: 1995-96
- Campionato italiano: 2

Parma: 1991-92, 1992-93
- Coppa Italia: 1

Parma: 1991-92
- Coppa CEV: 2

Parma: 1991-92, 1994-95
- Campionato Paulista: 1

Telesp Clube: 1996

#### Individuale
- 1979 - International Volleyball Association: MVP
- 2015 - Inserimento nella Volleyball Hall of Fame come allenatore

## Statistiche
con la nazionale di pallavolo italiana Bebeto de Freitas vanta il seguente score:
| Partite | 3 - 0 | 3 - 1 | 3 - 2 | TOT Vinte | 2 - 3 | 1 - 3 | 0 - 3 | TOT Perse |
| ------- | ----- | ----- | ----- | --------- | ----- | ----- | ----- | --------- |
| 71      | 32    | 14    | 6     | 52        | 7     | 5     | 7     | 19        |